# Upie
Upie è un comune francese di 1 476 abitanti situato nel dipartimento della Drôme della regione dell'Alvernia-Rodano-Alpi.

## Storia

### Simboli
Lo stemma del Comune di Upie si blasona:
Lo stemma riprende l'emblema della famiglia Rabot.

## Società

### Evoluzione demografica
Abitanti censiti